# Chan Keng Kwang
Chan Keng Kwang (* 4. Juli 1980) ist ein singapurischer Billardspieler. Insbesondere im Poolbillard erfolgreich, spielt er auch Snooker und English Billiards. Er gewann insgesamt zehn Medaillen bei den Südostasienspielen.

## Karriere
Ab 2006 stand Chan Keng Kwang regelmäßig in der singapurischen Auswahl für den World Cup of Pool. Des Weiteren nahm er unter anderem auch an der WPA-Poolbillard-Team-Weltmeisterschaft 2014 und an vier Ausgaben der WPA-9-Ball-Weltmeisterschaft teil, wobei er 2010 und 2017 bis in die Finalrunde kam. Im Snooker nahm er bis 2017 regelmäßig an internationalen Turnieren teil, konnte 2004 aber auch Vize-Meister von Singapur werden. Seit 2018 nimmt er aber nur noch an Turnieren in Singapur teil.
Erfolgreich war Chan Keng Kwang vor allem bei den Südostasienspielen. Dort gewann er insgesamt zehn Medaillen, zweimal auch Gold. Die Hälfte der Medaille entfällt auf verschiedene Poolbillard-Wettbewerbe, wobei er hier allein drei Medaillen im 9-Ball-Doppel mit Toh Lian Han gewonnen hat. Vier weitere Medaillen entfallen auf verschiedene Wettbewerbe im English Billiards, wobei er hier jeweils mit Peter Gilchrist zusammenspielte. Die letzte Medaille entfällt auf den Doppel-Wettbewerb im Snooker. Eine weitere Silbermedaille konnte er bei den Asian Indoor Games gewinnen.

## Erfolge (Auswahl)
| Ausgang         | Jahr | Turnier                             | Finalgegner          | Ergebnis |
| --------------- | ---- | ----------------------------------- | -------------------- | -------- |
| Amateurturniere |      |                                     |                      |          |
| Zweiter         | 2004 | Singapurische Snooker-Meisterschaft | Marvin Lim Chun Kiat | 1:5      |